# 中信證券

中信证券旧标志

中信証券股份有限公司（上交所：600030、港交所：06030），簡稱中信証券，經營中國大陸的證券業務，包括代理證券買賣、還本付息、分紅派息、登記開戶、保管、鑒證、承銷、投資諮詢、客戶資產管理等。公司母公司是中國中信股份有限公司，注册地設在廣東省深圳市福田区。
中信証券在2003年於上海證券交易所上市，是上證50指數成份股之一，也一直是A50中國基金的十大成份股之一。
中信証券是中國規模最大和最具競爭力的證券公司，截至2020年12月31日，公司總資產11,691.39億元，淨資產1,874.06億元，淨利润121.98億元。2013年底，中信証券旗下經紀業務、股票承銷業務、債券承銷業務均排名第一，控股華夏基金公司管理資產5048.58億元，同樣排名第一。

## 历史
2005年8月12日，中信证券与建银投资共同接盘华夏证券，并组建中信建投和建投中信资产两家公司，其中中信证券出价16.2亿元，以60%的持股比例成为新组建后的中信建投大股东。
2010年5月4日法國農業信貸銀行（Credit Agricole）和中信證券合併旗下全球股票經紀業務、亞洲投資銀行業務，初期中信證券與法國農業信貸銀行所持有65%股權的里昂證券（CLSA）於中國成立合資公司，經營投資銀行及法人經紀業務。
根據公告，納入合作方範圍的雙方旗下機構包括：中信證券的機構銷售業務以及投資銀行，及其位於香港的國際業務平台─中信證券國際的以上相關業務。而在東方匯理方面，包括東方匯理銀行以及其下屬的盛富證券、農業信貸銀行證券（美國）公司與里昂證券（CLSA）等公司。
合作方式，包括業務合作、客戶資源分享、組建合資公司、成立戰略聯盟等。
2010年11月15日中信證券以85.86億元（人民幣）出售中信建投53%的股權：45%股权意向受让方为北京国资中心，受让价格为72.90亿元；8%股权意向受让方为世纪金源投资集团有限公司，受让价格为12.96亿元。
2011年5月25日中信證券，將以不低於 75.6億元（人民幣）掛牌方式轉讓所持中國最大資產管理公司華夏基金 51%權益，完成後仍會持有華夏基金49%權益。
2011年6月，中信證券宣佈以3.74億美元收購里昂證券亞太區市场（CLSA Asia-Pacific Markets）和盛富證券19.9%的權益。
2012年9月3日中信証券董事會通過議案，同意參股前海股權交易中心深圳公司，參股比例為30%，出資總額不超過1.5億元人民幣。
2012年10月5日中信証券全資子公司中信証券國際以約9.42億美元（73.45億港元）向東方匯理收購里昂證券80.1%股權，令里昂成為其全資子公司；包括7月收購里昂的19.9%股權，總收購金額為12.52億美元。
2013年5月21日中信證券以16億元人民幣。成功從無錫產權交易所中公開投得華夏基金10%股權，交易完成後，中信將持59%華夏股權。是次股權的出讓方為受讓無錫市國聯發展（集團）有限公司。
2013年7月31日，中信証券與法國東方匯理銀行公布，完成轉讓里昂證券餘下的80.1%股權。連同早前收購的里昂證券19.9%股權，里昂證券已成為中信証券國際的全資子公司，以共同開拓中國以外的全球賣方中介業務 。為滿足台灣地區監管規定，里昂證券目前在台灣地區的業務不包括在此次收購範圍內。該業務將剝離給東方匯理銀行所有。
2014年4月14日，中信證券透過旗下里昂證券入股美國券商BTIG， 交易完成後BTIG將繼續獨立運作，是次所得資金BTIG會用於擴大研究和銀行業務。
2015年2月，中信證券宣布以7.8億元收購昆崙國際金融60%股權，並以每股0.65元提出全購。
2015年5月4日，中信証券國際與中信里昂證券宣布，共同成立中信証券國際資本市場(CITIC CLSA Securities)，主要從事亞洲的全球企業融資及資本市場業務,該合資公司將兩家公司的投行業務一體化，在全球10個城市僱有超過100名員工
2015年6月8日，中信証券以每股作價18元，向社會保障基金 (中國)發行6.4億股新H股，佔已發行總股本5.02%、已發行H股總數約21.93%，集資115.2億元，集資所得大部份用於中信資本中介業務的發展，配股事項完成後，料中信集團持股將降至14%。
在2015年中国股灾期间，中信证券参与了国家队的救市。中信证券在所有参加券商中斥资最大，被人称为“国家队救市御用护法”。然而中信系旗下的中信期货却出现做空股指的传闻。
2015年8月下旬，中信证券涉嫌违法从事证券交易活动被公安机关要求协助调查，其中徐刚、葛小波和刘威3人为中信证券执行委员会委员，另外5人也均为部门主要负责人。9月15日，中信证券总经理程博明因涉嫌内幕交易、泄露内幕消息而被公安机关调查。
2016年11月26日，中信证券发布公告称，“因公司涉嫌违反《证券公司监督管理条例》相关规定，证监会决定对公司进行立案调查”。
2016年4月，程博明与经纪业务发展委员会行政负责人刘军、权益投资部负责人许骏一起被依法批准逮捕。在此前后，著名私募人士徐翔也被批捕。有消息称，徐翔可能深度涉及中信证券腐败案。

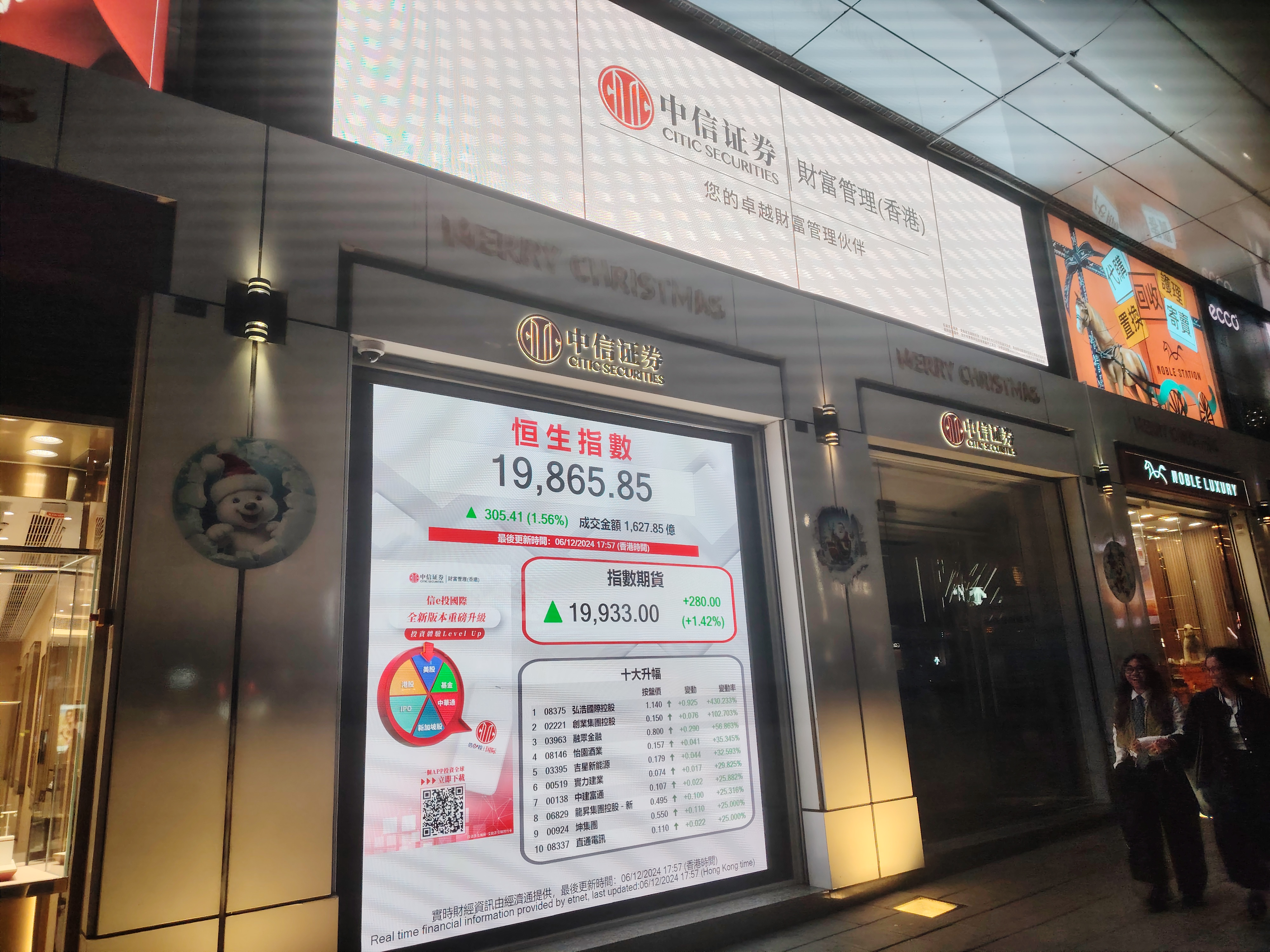
中信证券香港尖沙咀分部

2021年7月24日，中国证券监督管理委员会发布《2021年证券公司分类结果》，共有103家券商参与。其中中信证券被评为AA级，与2020年持平。
中信证券是联纲光电申請上市的保荐机构，但深交所在問詢联纲光电時联纲光电的回答未能令深交所滿意，於是深交所於2024年3月22日深夜对中信证券启动现场督导。

## 附屬機構及聯屬公司
- 中信證券投資有限公司100%
- 中信証券國際有限公司100%
- 里昂證券100%
- 里昂證券亞太恆富資本（香港）有限公司
- 里昂證券亞太恒富房地產基金
- 美國BTIG證券
- 華夏基金 62.22%股權
- 中信建投 7%股權
- 中信万通证券100%股權
- 中信证券（浙江）有限责任公司100%股權
- 金石投资有限公司100%股權
- 中信期货有限公司
- 北京银行3.84%股權
- 中信產業投資基金35%
- 廈門兩岸股權交易中心有限公司11.11%
- 前海股權交易中心27.027%
- 中信标普指数信息服务有限公司50%
- 建投中信資產管理有限責任公司30%
- 中信產業投資基金管理有限公司
- 昆崙國際金融